# Gżira United Football Club 2020-2021
Questa voce raccoglie le informazioni riguardanti lo Gżira United Football Club nelle competizioni ufficiali della stagione 2020-2021.

## Maglie e sponsor
| Casa | Trasferta |

Sponsor ufficiale: Paparazzi Restaurant

Fornitore tecnico: Puma

## Rosa
Aggiornata al 19 ottobre 2020.
| N. |                           | Ruolo | Calciatore     |
| -- | ------------------------- | ----- | -------------- |
| 6  | Malta (bandiera)          | C     | Nikolai Muscat |
| 7  | Malta (bandiera)          | C     | Zachary Scerri |
| 10 | Malta (bandiera)          | C     | Andrew Cohen   |
| 16 | Malta (bandiera)          | P     | Justin Haber   |
| 21 | Costa d'Avorio (bandiera) | C     | Hamed Koné     |
| 26 | Malta (bandiera)          | D     | Sacha Borg     |
| 77 | Malta (bandiera)          | A     | Amadou Samb    |
| 91 | Giamaica (bandiera)       | C     | Martin Davis   |
| 94 | Brasile (bandiera)        | A     | Jefferson      |
|    | Malta (bandiera)          | D     | Steve Borg     |
|    | Malta (bandiera)          | C     | Clyde Borg     |

| N. |                     | Ruolo | Calciatore          |
| -- | ------------------- | ----- | ------------------- |
|    | Malta (bandiera)    | P     | Anthony Curmi       |
|    | Camerun (bandiera)  | A     | Raphael Kooh Sohna  |
|    | Malta (bandiera)    | D     | Dexter Xuereb       |
|    | Uruguay (bandiera)  | C     | Ricardo Correa      |
|    | Malta (bandiera)    | A     | Omar Elouni         |
|    | Colombia (bandiera) | D     | Camilo Del Castillo |
|    | Colombia (bandiera) | C     | Jackson Mendonza    |
|    | Malta (bandiera)    | A     | Nevin Portelli      |
|    | Brasile (bandiera)  | D     | Gabriel Mentz       |
|    | Malta (bandiera)    | D     | Alexander Scicluna  |